# Углегорский район
Углего́рский район — административно-территориальная единица (район), в границах которой вместо упразднённого одноимённого муниципального района образовано муниципальное образование Углегорский городской округ Сахалинской области России.
Административный центр — город Углегорск.
Городской округ был образован в январе 2017 года.

## География

Безымянный водопад вблизи мыса Ламанон

Центральная площадь Углегорска и здание администрации Углегорского района

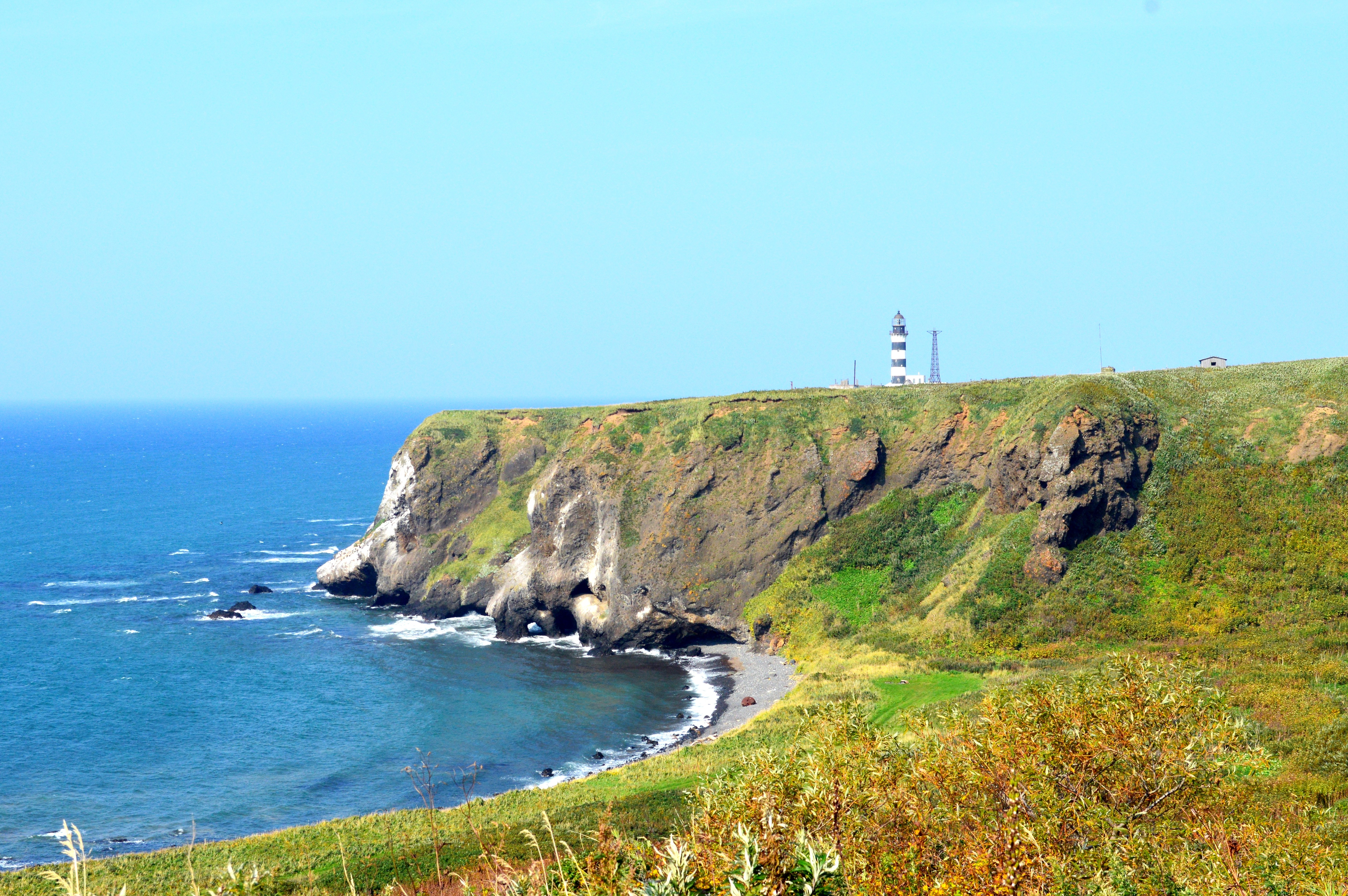
Мыс Ламанон

Район расположен в западной части о. Сахалин вдоль побережья Татарского пролива, естественной восточной границей района служит Западно-Сахалинский хребет.
Рельеф местности горный. Горы покрыты лесами, преимущественно еловыми. В районе мыса Ламанон находятся горы Ламанон, включающие погасшие вулканы Ичара и Краснова. Крупнейшие реки района — Углегорка (длина 102 км, площадь бассейна 1250 км²) и Лесогорка (длина 72 км, площадь бассейна 1020 км²).
Углегорский район граничит со Смирныховским городским округом на севере и северо-востоке, Поронайским и Макаровским городскими округами на востоке и Томаринским городским округом на юге.
Район приравнен к районам Крайнего Севера.

### Туристические объекты
- Лесогорские термоминеральные источники. Расположены в 35 км к юго-востоку от села Лесогорского, на берегу реки Тавды (притока реки Лесогорки). Бальнеотерапевтическая ценность Лесогорских вод определяется их естественной термальностью, щелочностью, повышенным содержанием кремнекислоты.
- Волчанские минеральные источники. Воды углекислые, гидрокарбонатно-хлоридные натриевые, холодные с минерализацией 9,0 г/л. Лечебное значение их определяется прежде всего наличием большого количества растворенного СО2, а также их ионным составом и общей минерализацией.
- Мыс Ламанон. Место гнездования японcкого баклана (внесён в Красную книгу Сахалинской области). Место репродуктивных лежбищ сивучей. Вблизи мыса расположен каменистый каньон с водопадом.
- Ореховая роща в долине реки Большой Надым (приток реки Углегорки) вблизи Краснополья.
- Мыс Стукамбис. Вулканическое образование. Лежбище сивучей. Водопад.
- Гора Ичара. Потухший вулкан.
- Гора Краснова. Место древних культовых сооружений нивхов и айнов.
- Гора Орлова. Место культового поклонения японцев. Тектоническое озеро[10].

## История

Японская открытка: Русская церковь в селе Лесогорском (Наёсси) префектуры Карафуто. Перед церковью японцы с русскими женщинами и детьми, 1910-е годы

В период с начала освоения русскими Сахалина до японской оккупации южной части острова (1905 год) территория Углегорского района не получила значимого развития. Все освоение этого периода сводится к разработкам Путятинских угольных копий, открытых в 1857 году лейтенантом Рудановским, между реками Сортунай (Гончаровка) и Нояси, появлению горняцого посёлка Нояси (ныне — село Лесогорское) (1860) и Сортунайского военного поста (1870) для защиты месторождений от притязаний иностранцев.
По итогам русско-японской войны 1904—1905 годов территория Углегорского района отошла во владение Японии. Именно в этот период территория пережила быстрое заселение и экономическое развитие. В 1945 году, по прекращению японской оккупации, в районе проживало 46 тыс. человек (подавляющее большинство — японцы). За время оккупации были построены города Эсуторо (Углегорск) и Торо (Шахтёрск), посёлки Китакодзава (Тельновское), Тайхэй (Ударное), Камиэсутору (Краснополье) и др. Промышленность была представлена недостроенным механизированным портом в Эсуторо и портом в Торо, 6 угольными шахтами совокупной производительностью до 3 млн тонн угля в год, целлюлозно-бумажным комбинатом производительностью 51 тыс. тонн в год, двумя рыбозаводами совокупной мощностью до 10 тыс. тонн в год, лесокомбинатом, заготавливавшим до 300 тыс. кубометров леса в год, а также многочисленными заводами и фабриками пищевой и лёгкой промышленность. В сельском озяйстве было занято 10 тыс. человек.
Район был образован 5 июня 1946 года в составе Южно-Сахалинской области Хабаровского края. Назван был так по месторождениям угля, разрабатываемых на территории района и дававшим на тот момент более половины добываемого твёрдого топлива на Сахалине.
2 января 1947 года Южно-Сахалинская область была ликвидирована, её территория включена в состав Сахалинской области, которая была выведена из состава Хабаровского края. 1 февраля 1963 года в состав района была включена территория упраздненного Лесогорского района.
Законом Сахалинской области от 21 июля 2004 года № 524 «О границах и статусе муниципальных образований в Сахалинской области» в составе Углегорского муниципального района образованы Углегорское и Шахтёрское городские поселения и Бошняковское сельское поселение, установлены границы муниципальных образований.
Законом Сахалинской области от 26 декабря 2016 года № 120-ЗО были упразднены Углегорское и Шахтёрское городские поселения и Бошняковское сельское поселение, входившие в Углегорский муниципальный район, который в свою очередь был преобразован в Углегорский городской район, город Шахтёрск был преобразован в посёлок городского типа.

## Население
| \| 1959[15] \| 1970[16] \| 1979[17] \| 1989[18] \| 2002[19] \| 2009[20] \| 2010[21] \| \| -------- \| -------- \| -------- \| -------- \| -------- \| -------- \| -------- \| \| 45 842 \| ↗52 165 \| ↘48 028 \| ↘46 424 \| ↘30 200 \| ↘26 465 \| ↘22 537 \| \| 2011[22] \| 2012[23] \| 2013[24] \| 2014[25] \| 2015[26] \| 2016[27] \| 2017[28] \| \| ↘22 377 \| ↘21 293 \| ↘20 550 \| ↘19 797 \| ↘19 170 \| ↘18 677 \| ↘18 253 \| \| 2018[29] \| 2019[30] \| 2020[31] \| 2021[32] \| 2023[4] \| \| \| \| ↘17 675 \| ↘17 306 \| ↘17 125 \| ↘17 090 \| ↘16 542 \| \| \| 10 000 20 000 30 000 40 000 50 000 60 000 1989 2012 2017 2023 |         |         |         |         |         |         |
| 1959 | 1970    | 1979    | 1989    | 2002    | 2009    | 2010    |
| 45 842 | ↗52 165 | ↘48 028 | ↘46 424 | ↘30 200 | ↘26 465 | ↘22 537 |
| 2011 | 2012    | 2013    | 2014    | 2015    | 2016    | 2017    |
| ↘22 377 | ↘21 293 | ↘20 550 | ↘19 797 | ↘19 170 | ↘18 677 | ↘18 253 |
| 2018 | 2019    | 2020    | 2021    | 2023    |         |         |
| ↘17 675 | ↘17 306 | ↘17 125 | ↘17 090 | ↘16 542 |         |         |

### Урбанизация
В городских условиях (город Углегорск и пгт Шахтёрск) проживают 86,19 % населения района.

### Национальный состав
В Углегорском районе традиционно проживают сахалинские корейцы, доля которых по переписи 2010 составляла 5,1 % населения.

### Религия
Православие представлено тремя храмами, объединёнными в Углегорское благочиние: храм рождества Иоанна Предтечи (Углегорск), храм благовещения Пресвятой Богородицы (Шахтёрск), храм иконы Божией Матери «Всех скорбящих Радость» (Краснополье).
В районе также распространен протестантизм, представленный церквями евангельских христиан (пятидесятников) в Углегорске и Шахтёрске и корейской пресвитерианской церковью в Углегорске (церковь создана ещё во время японской оккупации).

## Экономика
Район более чем на 80 % является дотационным. В 2014 году доходы консолидированного бюджета Углегорского муниципального района составили 2,4 млрд рублей, из которых собственные доходы — лишь 405,2 млн рублей, а остальное — финансирование из вышестоящих бюджетов.
Основу экономики района составляет добыча полезных ископаемых, главным образом, бурого и каменного угля. В 2014 году в структуре промышленного производства добыча полезных ископаемых занимала наибольший удельный вес — 75,2 %. Предприятия угольной отрасли — ООО «Восточная горнорудная компания», ООО «Бошняковский угольный разрез», ООО «Сахалинуголь-6», ООО «Сахалинуголь-2». Значительная часть добытого угля экспортируется в страны АТР.
В настоящее время ООО «Восточная горнорудная компания» активно наращивает разработку Солнцевского угольного разреза, крупнейшего из угольных месторождений на Сахалине. Запасы угля на нём оцениваются в 250 млн тонн. Для сравнения за 2013—2015 годы на Солнцевском разрезе было добыто 7,4 млн тонн угля, в то время как за предшествующие 26 лет — 7,9 млн тонн. В 2016 году планируется добыть 3,5 млн тонн, а с 2018 году благодаря модернизации предполагается добывать до 10 млн тонн ежегодно.
В районе также производится заготовка и частичная переработка леса, добыча и переработка рыбы (ООО «Зюйд — Вест»), сельское хозяйство, пищевая и перерабатывающая промышленность (ЗАО «Углегорский хлебокомбинат», ЗАО «Шахтерский хлебокомбинат», ООО «Чайка», ЗАО Пивоваренный завод «Углегорский», ООО Торговый дом «Солодовенные напитки» и другие предприятия).

## Транспорт

### Автомобильный транспорт
В районе заканчивается автомобильная дорога регионального значения Р490 (Невельск — Томари — Аэропорт Шахтёрск).
На территории района дорога проходит через следующие населённые пункты:
- 288 км Медвежье
- 294 км  на Краснополье
- 303 км Никольское
- 311 км Ольховка
- 316 км Углегорск
- 324 км Шахтёрск
- 330 км Аэропорт «Шахтёрск»

Эта же трасса используется для автомобильного и автобусного сообщения с областным центром Южно-Сахалинском.

### Авиа

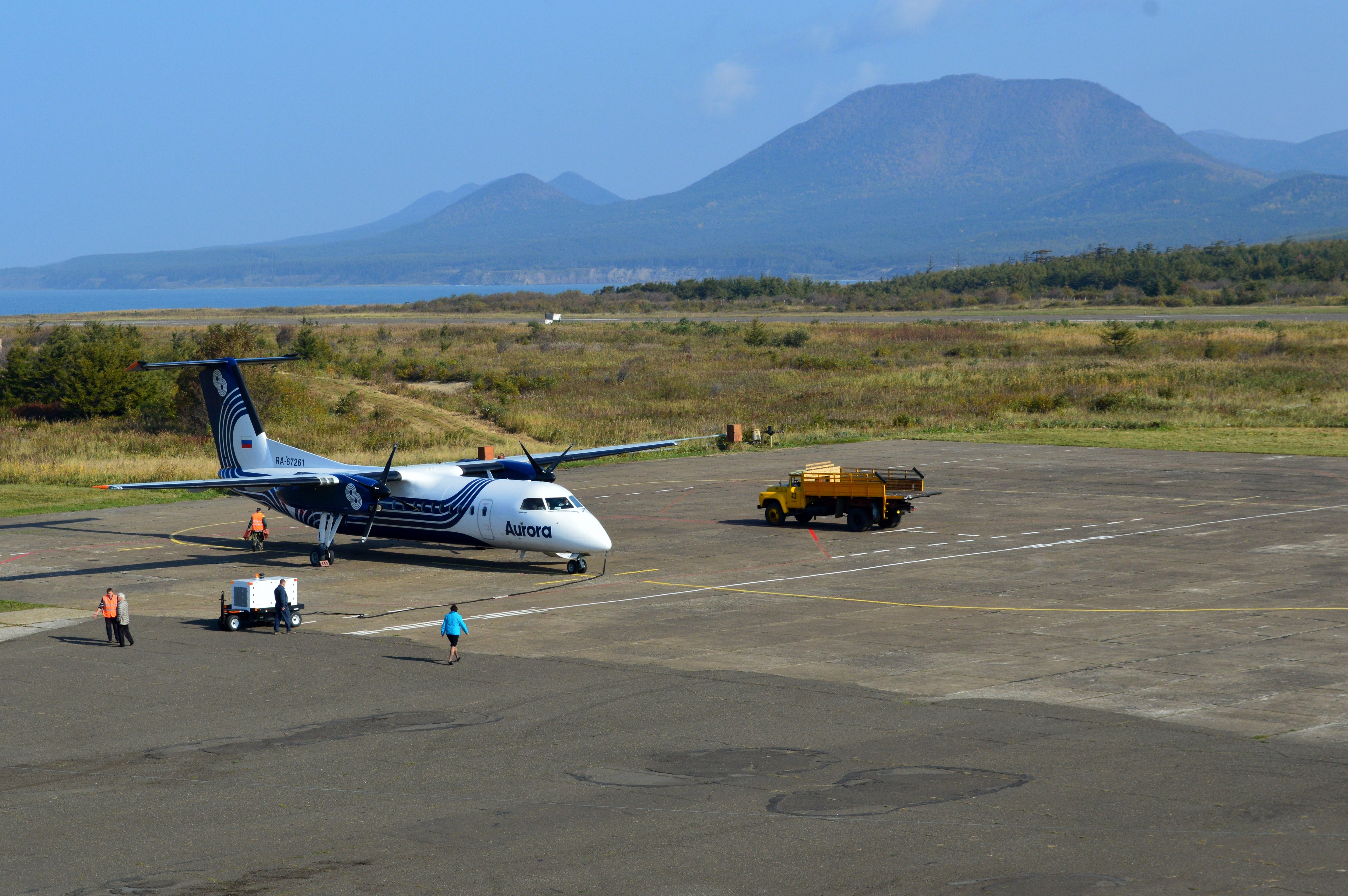
Обслуживание самолёта авиакомпании «Аврора», выполняющего рейс Южно-Сахалинск — Шахтёрск — Хабаровск, в аэропорту Шахтёрск

Действует аэропорт Шахтёрск, через который в настоящее время осуществляются пассажирские авиаперевозки в Южно-Сахалинск и Хабаровск.

### Железная дорога
Железная дорога вдоль западного побережья Сахалина на север была проложена во время японской оккупации только до села Ильинское (1937) (145 км к югу от Углегорска), дальнейшему строительству помешала Вторая мировая война. В перспективных планах развития Углегорского района предполагается её продолжение до Углегорска.

### Морское сообщение
В районе расположен морской порт «Шахтёрск» и его терминалы «Углегорск» и «Бошняково», все они задействованы в вывозе местного угля, преимущественно на экспорт в страны АТР.
Крупнейшее угледобывающее предприятие района ООО «Восточная Горнорудная Компания» намерено построить в порту Шахтёрск выносной причал длиной 1200 м, что позволит уйти от нынешней рейдовой погрузки угля на суда, а также перейти на круглогодичный режим работы порта. Кроме того, выносной причал позволит использовать для перевозки угля суда типа Панамакс, что значительно снизит транспортные расходы и расширит рынки сбыта продукции.

## Муниципально-территориальное устройство
В Углегорский муниципальный район с 2005 до 2017 гг. входило 3 муниципальных образования, в том числе  2 городских поселения и 1 сельское поселение:
| № | Муниципальное образование       | Административный центр | Количество населённых пунктов | Население (чел.) | Площадь (км²) |
| - | ------------------------------- | ---------------------- | ----------------------------- | ---------------- | ------------- |
| 1 | Углегорское городское поселение | город Углегорск        | 10                            | ↘10 496          | 1966,89       |
| 2 | Шахтёрское городское поселение  | город Шахтёрск         | 5                             | ↘7093            | 1121,07       |
| 3 | Бошняковское сельское поселение | село Бошняково         | 2                             | ↘664             | 907,59        |

## Населённые пункты
В район (городской округ) входят 17 населённых пунктов.
| №  | Населённый пункт | Тип   | Население | бывшее муниципальное образование |
| -- | ---------------- | ----- | --------- | -------------------------------- |
| 1  | Белые Ключи      | село  | →0        | Бошняковское сельское поселение  |
| 2  | Бошняково        | село  | ↘777      | Бошняковское сельское поселение  |
| 3  | Краснополье      | село  | ↘341      | Углегорское городское поселение  |
| 4  | Лесогорское      | село  | ↘232      | Шахтёрское городское поселение   |
| 5  | Медвежье         | село  | ↘17       | Углегорское городское поселение  |
| 6  | Надеждино        | село  | ↘3        | Шахтёрское городское поселение   |
| 7  | Никольское       | село  | ↗258      | Углегорское городское поселение  |
| 8  | Ольховка         | село  | ↗342      | Углегорское городское поселение  |
| 9  | Ольшанка         | село  | ↘79       | Углегорское городское поселение  |
| 10 | Орлово           | село  | ↘5        | Углегорское городское поселение  |
| 11 | Поречье          | село  | ↘261      | Углегорское городское поселение  |
| 12 | Приозёрное       | село  | →0        | Углегорское городское поселение  |
| 13 | Прудное          | село  | ↘14       | Углегорское городское поселение  |
| 14 | Тельновское      | село  | ↘25       | Шахтёрское городское поселение   |
| 15 | Углегорск        | город | ↘7686     | Углегорское городское поселение  |
| 16 | Ударное          | село  | ↘8        | Шахтёрское городское поселение   |
| 17 | Шахтёрск         | пгт   | ↘6572     | Шахтёрское городское поселение   |